# Архангелівка
Арха́нгелівка — село в Україні, у Барвінківській міській територіальній громаді Ізюмського району Харківської області. Населення становить 287 осіб. До 2020 орган місцевого самоврядування — Подолівська сільська рада.

## Географія
Село Архангелівка знаходиться на березі річки Сухий Торець, є міст. На протилежному березі знаходиться село Подолівка. Поруч знаходиться залізнична станція Язикове. За 3 км - місто Барвінкове.

## Історія
12 червня 2020 року, відповідно до Розпорядження Кабінету Міністрів України  № 725-р «Про визначення адміністративних центрів та затвердження територій територіальних громад Харківської області», увійшло до складу Барвінківської міської територіальної громади.
19 липня 2020 року, в результаті адміністративно-територіальної реформи та ліквідації Барвінківського району, село увійшло до складу Ізюмського району.
Село постраждало внаслідок російських обстрілів 2022 року.

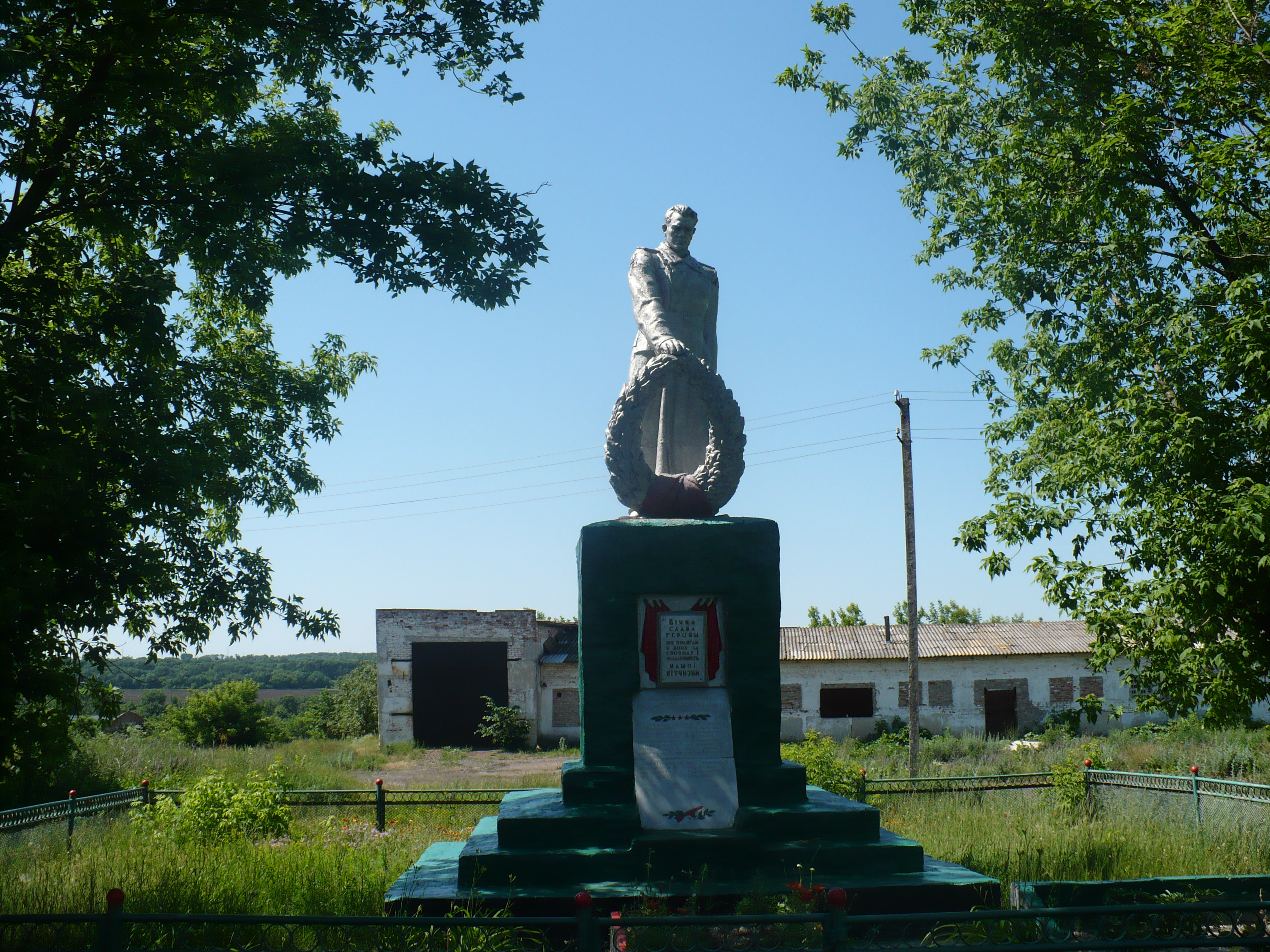
Братська могила радянських воїнів і пам’ятний знак воїнам-односельчанам. Поховано 184 воїнів

## Економіка
В селі є молочно-товарна ферма та машинно-тракторні майстерні.